# Thomas McKissock
Thomas McKissock (* 17. April 1790 in Montgomery, New York; † 26. Juni 1866 in St. Andrews, New York) war ein US-amerikanischer Jurist und Politiker. Zwischen 1849 und 1851 vertrat er den Bundesstaat New York im US-Repräsentantenhaus.

## Werdegang
Thomas McKissock wurde ungefähr sieben Jahre nach dem Ende des Unabhängigkeitskrieges in Montgomery geboren. Er studierte Medizin und Jura. Nach dem Erhalt seiner Zulassung als Anwalt begann er in Newburgh zu praktizieren. 1847 wurde er zum Puisne Justice am New York Supreme Court ernannt. Politisch gehörte er der Whig Party an. Bei den Kongresswahlen des Jahres 1848 für den 31. Kongress wurde McKissock im neunten Wahlbezirk von New York in das US-Repräsentantenhaus in Washington, D.C. gewählt, wo er am 4. März 1849 die Nachfolge von Daniel B. St. John antrat. Im Jahr 1850 erlitt er bei seiner Wiederwahlkandidatur eine Niederlage und schied nach dem 3. März 1851 aus dem Kongress aus. Er starb am 26. Juni 1866 in St. Andrews im Orange County. Sein Leichnam wurde auf dem Oldtown Cemetery in Newburgh beigesetzt.